# Dioecotaenia campbelli
Dioecotaenia campbelli is een lintworm (Platyhelminthes; Cestoda). De worm is tweeslachtig. De soort leeft als parasiet in andere dieren.
Het geslacht Dioecotaenia, waarin de lintworm wordt geplaatst, wordt tot de familie Dioecotaeniidae gerekend. De wetenschappelijke naam van de soort werd voor het eerst geldig gepubliceerd in 1981 door Mayes & Brooks.